# كنجي أوبا
كنجي أوبا (باليابانية: 大場 健史) (14 أغسطس 1967 في كاناغاوا في اليابان – )؛ هو لاعب كرة قدم ياباني سابق كان يلعب كمدافع.

## وصلات خارجية
- كنجي أوبا على موقع رابطة كرة القدم اليابانية للمحترفين (اليابانية)
- كنجي أوبا على موقع قاعدة بيانات كرة القدم.إي يو (الإنجليزية)
- كنجي أوبا على موقع عالم كرة القدم.نت (الإنجليزية)